# Повторний логарифм

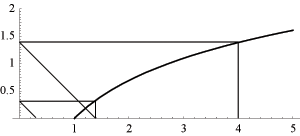
Демонстрація lg* 4 = 2

В інформатиці, повторний логарифм або ітерований логаритм від n, записується як {\displaystyle \log ^{*}n} (зазвичай читається як "лог зірка"), це необхідна кількість повторних логарифмувань перед тим як результат стає меншим або рівним 1. Найпростіше формальне визначення цієї рекурсивної функції:
{\displaystyle \log ^{*}n:={\begin{cases}0&{\mbox{if }}n\leq 1;\\1+\log ^{*}(\log n)&{\mbox{if }}n>1\end{cases}}}
На додатних дійсних числах, неперервний суперлогарифм (обернена тетрація) по суті тотожний:
{\displaystyle \log ^{*}n=\lceil {\text{slog}}_{e}(n)\rceil }
але на від'ємних дійсних числах, {\displaystyle \log ^{*}} є 0, тоді як {\displaystyle \lceil {\text{slog}}_{e}(-x)\rceil =-1} для додатних x, отже, дві функції різняться на від'ємних числах.
В інформатиці {\displaystyle \lg ^{*}} часто використовують для позначення двійкового повторного логарифма, який повторює двійковий логарифм. Повторний логарифм переводить будь-яке додатне число в ціле. Графічно, це можна уявити як кількість зигзагів потрібних, щоб досягти проміжку {\displaystyle [0,1]} на осі x.
Математично, повторний логарифм однозначно означений не тільки для основ 2 і e, але для будь-якої основи більшої ніж {\displaystyle e^{1/e}\approx 1.444667}.

## Аналіз алгоритмів
Повторний логарифм стає в пригоді в аналізі алгоритмів і складності обчислень, з'являючись у часових і просторових границях складності таких як:
- Знаходження тріангуляції Делоне множини вершин відомих як евклідове мінімальне кістякове дерево: увипадковлений {\displaystyle O(n\log ^{*}n)} час[2]
- Алгоритм Фюрера для множення цілих: {\displaystyle O(n\log n2^{\lg ^{*}n})}
- Знаходження приблизного максимуму (елемент не менше медіани): {\displaystyle \lg ^{*}n-4} до {\displaystyle \lg ^{*}n+2} паралельних операцій[3]

Повторний алгоритм надзвичайно повільно зростає, набагато повільніше ніж сам логарифм. Для значень n значимих для підрахунку швидкодії алгоритмів втілених на практиці (тобто, {\displaystyle n\leq 2^{65536},} що значно більше ніж кількість атомів у відомому всесвіті), повторний логарифм з основою 2 має значення не більше 5.
| x               | {\displaystyle \lg ^{*}x} |
| --------------- | ------------------------- |
| (−∞, 1]         | 0                         |
| (1, 2]          | 1                         |
| (2, 4]          | 2                         |
| (4, 16]         | 3                         |
| (16, 65536]     | 4                         |
| (65536, 265536] | 5                         |

Більші основи дають менші логарифми. Насправді, єдина відома функція часто використовувана у теорії складності, що зростає повільніше це обернена функція Акермана.